# (12365) Yoshitoki
(12365) Yoshitoki est un astéroïde de la ceinture principale.

## Description
(12365) Yoshitoki est un astéroïde de la ceinture principale. Il fut découvert le 17 décembre 1993 à Ōizumi par Takao Kobayashi. Il présente une orbite caractérisée par un demi-grand axe de 3,17 UA, une excentricité de 0,03 et une inclinaison de 14,8° par rapport à l'écliptique.

## Compléments